# Diccionario de las ideas recibidas
El Diccionario de las ideas recibidas o Catálogo de las opiniones elegantes es una obra literaria inacabada de Gustave Flaubert formada por definiciones de diccionario y aforismos procedentes de la imaginación del autor.

## Historia
Flaubert trabajó gran parte de su vida en esta obra que permanece inacabada. De hecho, comenzó a dar forma a sus aforismos y clichés de la sociedad francesa de su tiempo a partir de 1850 después de una discusión con Louis Bouilhet. Sin embargo, no está claro si Flaubert quería publicar esta colección o simplemente agregarla como un apéndice a su novela, también inacabada, Bouvard et Pécuchet.
El Diccionario de ideas preconcebidas fue publicado póstumamente por Louis Conard en 1913, después del trabajo de edición científica llevado a cabo por Étienne-Louis Ferrère. Tiene alrededor de mil definiciones relacionadas con nombres comunes o nombres propios que a menudo se abordan con humor negro.

## Temas
Los temas son muy variados, pero algunos son recurrentes, como los de higiene y salud , mojigatería , lugares comunes y clichés estéticos, así como temas de inútil indignación. Gustave Flaubert a menudo usa el infinitivo como un imperativo impersonal, lo que le da a su Diccionario la apariencia de una parodia de un manual de buen comportamiento en la sociedad. En esta obra, junto con su amplia correspondencia, es donde más se puede apreciar las opiniones del autor sobre  la sociedad en la que vive, la política y la religión, o temas como el socialismo y el sufragio universal.